# Adenophaedra cearensis
Adenophaedra cearensis är en törelväxtart som beskrevs av Ricardo de Sousa Secco. Adenophaedra cearensis ingår i släktet Adenophaedra och familjen törelväxter. Inga underarter finns listade i Catalogue of Life.